# دافني فولر
دافني فولر (بالإنجليزية: Daphne Fowler)‏ هي أمينة سر بريطانية، ولدت في 5 يناير 1939 في ورك في المملكة المتحدة.

## وصلات خارجية
- دافني فولر على موقع IMDb (الإنجليزية)
- دافني فولر على موقع قاعدة بيانات الفيلم (الإنجليزية)